# Mausoleo de la pirámide de Schoenhofen
El mausoleo de la pirámide de Schoenhofen es una tumba en el cementerio de Graceland, en la ciudad de Chicago (Estados Unidos). Fue diseñado por el arquitecto de la Escuela de Chicago Richard E. Schmidt como un mausoleo familiar para el cervecero de Chicago Peter Schoenhofen.

## Historia
El conocido cervecero de Chicago Peter Schoenhofen (nacido en Dörbach, entonces Prusia, en 1827; murió en 1893), su Schoenhofen Brewing Company estaba entre las más grandes de Chicago en 1880. El mausoleo de la familia Schoenhofen fue diseñado por Richard E. Schmidt, un arquitecto de la Escuela de Chicago, en 1893, y la construcción comenzó el 1 de julio de ese año. El mausoleo es famoso internacionalmente y es uno de los mausoleos más fotografiados del cementerio de Graceland.

## Arquitectura
El Mausoleo de la Pirámide de Schoenhofen es una tumba de lados empinados diseñada, como muchos de los monumentos en el Cementerio Graceland de Chicago, en el estilo del Renacimiento egipcio. La tumba es un mausoleo familiar construido con granito gris. La estructura piramidal se asienta sobre una base cuadrada. A la izquierda de la entrada, hay un ángel, a la derecha de la entrada se encuentra una esfinge. El diseño de la pirámide combina símbolos egipcios (la esfinge) y cristianos (el ángel). Independientemente, la guía de Chicago del Instituto Americano de Arquitectos calificó al ángel de "bastante fuera de lugar". La puerta de la pirámide tiene el estilo de las puertas de Karnak, en Egipto, y mide 40 pulgadas de ancho por 84 pulgadas de alto. Una moldura de bronce de juncos atados rodea la puerta y las puertas mismas presentan diseños de lotos fundidos con áspides enroscadas alrededor de las manijas.
Si bien el Mausoleo de Schoenhofen es una pirámide, y se lo conoce como tal, su diseño es solo de inspiración egipcia. El ángel en la base de la tumba claramente no es egipcio e incluso la esfinge simplemente se inspira en la arquitectura egipcia. Hay varias obras históricas que se consideran relacionadas con el mausoleo de Schoenhofen. La pirámide funeraria romana de Caius Cestius se considera un antecesor histórico del mausoleo de Schoenhofen. Quizás más estrechamente relacionados están la pirámide de Louis Carrogis Carmontelle en Parc Monceau en París y un cenotafio de Antonio Canova que fue erigido como la tumba de María Cristina en Viena en la Iglesia Agustina.